# On. Ułomek z pamiętników życia młodzieńca
On. Ułomek z pamiętników życia młodzieńca – fragment prozy Zygmunta Krasińskiego z 1830.

## O utworze
Utwór powstał w pięć dni po rozstaniu się poety z ukochaną Henriettą Willan. Miłość do niej stała się dla Krasińskiego okazją do przeżywania stanów bolesnego cierpienia, pogłębiając psychikę młodego autora. Fragment On jest pierwszą próbą stworzenia własnego portretu duchowego. Sceneria tego utworu, jak i dążenie do ukazania własnej psychiki targanej sprzecznymi uczuciami w wielu miejscach przypomina Mickiewiczowego Żeglarza.
Utwór ma ulubioną przez Krasińskiego postać wizji sennej, pozwalającą eksplorować stany psychiczne wymykające się spod kontroli świadomości. Przy czym pisarz nie dąży do wykorzystania snu jako środka ukazującego kontakt z absolutem, lecz by mówić o miłości i snuć refleksje historiozoficzne o przyszłej zagładzie ludzkości, które stają się pretekstem do różnorakich obserwacji psychologicznych. Krasiński nadał utworowi formę fragmentu, stosowaną z upodobaniem przez romantyków, ze względu na możliwość, nadawania fikcji cechy autentyczności.